# Collegium Novum w Poznaniu
Collegium Novum w Poznaniu (początkowo, w fazie projektowej: Collegium Pedagogicum) – budynek w centrum Poznania przy al. Niepodległości 4, gdzie mieści się obecnie Wydział Neofilologii Uniwersytetu im. Adama Mickiewicza, Instytut Historii Sztuki UAM z Wydziału Historycznego.

## Historia

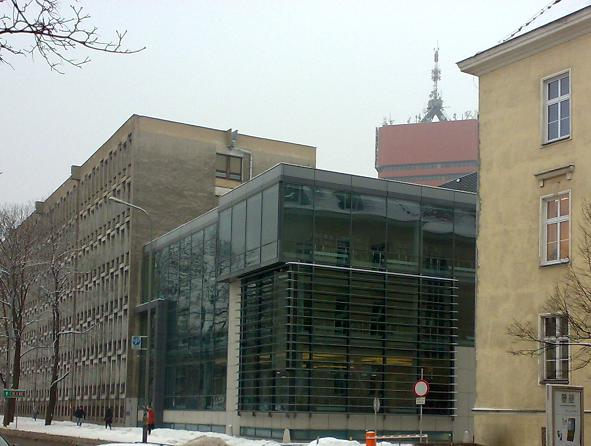
Biblioteka (w tle Collegium Altum, a po prawej Izba Rzemieślnicza)

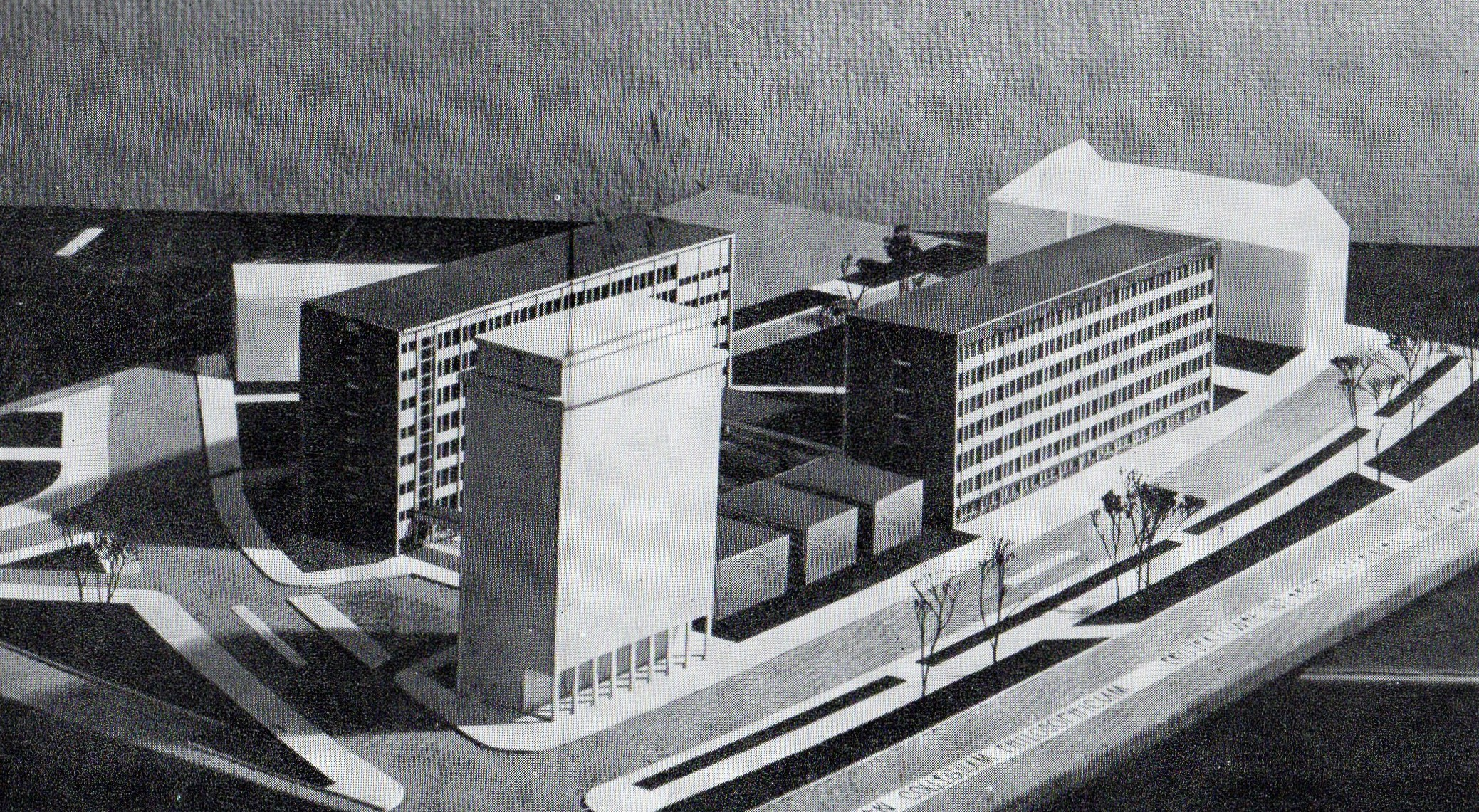
Pierwotny projekt

Budowę według projektu Lecha Sternala, Witolda Milewskiego i Zygmunta Skupniewicza, ukończono w 1968 r. Mieścił się tu ówczesny Wydział Filozoficzno-Historyczny i Wydział Filologiczny UAM. Składa się z dwóch bloków – cofniętego w stosunku do ulicy, 6-piętrowego A (mieszczącego m.in. Instytut Historii Sztuki, na IV i III piętrze) i 5-piętrowego bloku B (bezpośrednio wzdłuż al. Niepodległości), połączonych przeszklonym łącznikiem mieszczącym hol wejściowy, oraz z niskiego bloku C, wzdłuż ul. Kościuszki, w którym znajdują się duże sale wykładowe. W latach 2001–2005 od strony południowej dobudowano trzykondygnacyjny przeszklony budynek wydziałowej Biblioteki Filologicznej Novum, projektu Tomasza Durniewicza.
Według koncepcji z lat 40. XX wieku (Miastoprojekt) w miejscu obecnego Collegium Novum zrealizowany miał być szeroko zakrojony projekt dzielnicy urzędowej (Urząd Wojewódzki) – monumentalny gmach o trzech dziedzińcach i czterech poprzecznie ustawionych do Alei Niepodległości skrzydłach. Z całej koncepcji zrealizowano tylko optyczne zwieńczenie tej grupy – wieżowiec Miastoprojektu (1950).
W grudniu 1972 na jednej ze ścian bloku C, przy głównych salach dydaktycznych, odsłonięto medalion z rzeźbionym profilem oraz tablicę pamiątkową poświęcone socjologowi prof. Florianowi Znanieckiemu.
19 lutego 1987 odsłonięto w gmachu tablicę pamiątkową ku czci językoznawcy – prof. Mikołaja Rudnickiego.
W 2024 w ramach projektu zwiększającego dostępność obiektu została uruchomiona aplikacja UAM GO